# 神田真由美
神田 真由美（かんだ まゆみ、1957年10月11日 - ）は、日本女子プロ将棋協会（LPSA）所属の女流棋士。LPSA棋士番号は6。2009年、引退。福岡県北九州市出身。関根茂九段門下。以前は日本将棋連盟に所属し、当時の女流棋士番号は旧15。

## 人物
- 将棋道場を経営する父親の影響で将棋を始める。
- 1979年、長野東急アマ女流将棋大会で優勝、同年11月女流棋士となる。
- 2004年、現役勤続25年表彰。
- 2007年、日本女子プロ将棋協会の旗揚げに参加、日本将棋連盟より移籍。
- 島井咲緒里とともに日本女子プロ将棋協会ファンクラブ「Minerva」（ミネルヴァ）運営を担当。
- 2009年3月31日付で引退を発表。通算成績103勝281敗[1]。

## 昇段履歴
- 1979年11月00日 - 女流2級
- 1981年04月00日 - 女流１級
- 1989年03月00日 - 女流初段
- 2009年03月31日 - 引退（女流棋士の降級点規定による）
- 2009年04月01日 - 女流二段（引退女流棋士の昇段規定による）